# شبسس كارع
شبسس كا رع، ويطلق عليه في اليونانية سيسريس، هو فرعون مصري من الأسرة المصرية الخامسة، الذي تولى الحكم في الفترة من (2426 ق.م - 2419 ق.م). اسمه الملكي يعني "نبيلة هي روح رع"